# 安德烈斯·阿韦利诺·卡塞雷斯
安德烈斯·阿韦利诺·卡塞雷斯（西班牙語：Andrés Avelino Cáceres，1836年11月10日—1923年10月10日），秘魯政治人物，曾兩度擔任總統（1886年至1890年、1894年至1895年）。
硝石戰爭期間，卡塞雷斯曾率領秘魯軍隊抵抗智利的入侵者。在幾場敗北的戰役後卡塞雷斯轉入山區，以游擊戰繼續抗擊智利軍隊。1883年總統米格爾·伊格萊西亞斯與智利簽訂安孔條約結束戰爭，但卡塞雷斯拒絕承認伊格萊西亞斯的政府，於1885年底進軍利馬迫使後者辭職；並在1886年的選舉當選總統。卡塞雷斯於1894年再度贏得總統選舉，但隔年即遭尼古拉斯·德·皮埃羅拉推翻。